# Katbjerg Odde
Katbjerg Odde er en odde  på sydsiden af Mariager Fjord vest for Mariager i Mariagerfjord Kommune. Området er fredet og meget varieret med både dyrkede marker, småskove, overdrev og kalkrige skrænter med væld. Katbjerg Odde ligger nord for landsbyen af samme navn, selve odden består af strandenge, strandoverdrev og kildevæld. Det fredede område består som helhed af agerland, småskove, græsgange og overdrev. Jordbunden er overvejende leret med et stort indhold af kalk.

## Flora og fauna

### Flora
Botanisk er der tale om et meget interessant område. På skrænternes overdrev vokser både kalkelskende arter som lav tidsel, hjertegræs og dunet vejbred samt arter knyttet til sandet, næringsfattig jordbund, som for eksempel guldblomme og kattefod. På skrænternes vokser også almindelig ene, forskellige rosenarter (blandt andet lugtløs æblerose, 
hunderose, blågrøn rose, slåen, seljerøn og almindelig gedeblad (kaprifolie).
I de skovklædte partier ses både hvid- og blå anemone, desmerurt, nyrebladet ranunkel, vorterod, storblomstret kodriver, skovjordbær, skovsyre og almindelig mangeløv. Af træer kan nævnes bøg, ask, eg, skov-elm, rødel, bævreasp, hassel og selje-pil.
Katbjerg Odde er nok især kendt for sine imponerende bestande af orkidéer på skrænter og enge. Tyndakset gøgeurt, som findes på den nordvendte skrænt, blomstrer som den første i maj. De hvidblomstrede skov- og bakkegøgeliljer er fremme i juni, hvor de ved nattetide sender velduftende signaler til de langsnablede insekter, der bestøver dem. På de mere fugtige enge findes store bestande af maj- og skovgøgeurt. Den førstnævnte blomstrer, som navnet antyder, allerede i maj, mens skovgøgeurten kommer i blomst i begyndelsen af juni. I begyndelsen af juli kan man finde smukke blomstrende eksemplarer af den sjældne sumphullæbe.

### Fauna
På strandengen kan man om foråret se forskellige arter af vadefugle, som søger føde i strandkanten. Specielt på selve oddespidsen står der ofte større flokke af fugle. Vadefugle som almindelig ryle, rødben, dobbeltbekkasin, vibe og strandskade er de hyppigst forekommende arter. Klirer som hvidklire og mudderklire kan man undertiden også få at se her.
Fra Katbjerg Odde kan man også opleve meget af det fugleliv, som knytter sig til Mariager Fjord. Man har gode oversigtsforhold mod både øst og vest i fjorden. Knopsvane, gravand, troldand, hvinand og stor skallesluger er nogle af de vandfugle, man kan se her. Om vinteren er fjorden er et af Danmarks vigtigste områder for arter som lysbuget knortegås og sangsvane. 

## Fredning
I 1986 blev 123 hektar af Katbjerg Odde og nærmeste omegn fredet. Det skete for at sikre områdets naturværdier og for at give offentligheden adgang. Det fredede område er privatejet bortset fra opholdsarealet ved selve odden, som ejes af det offentlige.
Naturplejen på arealet er fastlagt i en plejeplan og udføres i samarbejde mellem kommunen og ejerne. Formålet med plejen er at vedligeholde den naturlige overdrevsvegetation, og sker ved at foretage større rydninger af skrænter, der er under tilgroning. De botanisk mest værdifulde arealer drives i dag uden gødskning. Desuden er der opsat hegn og etableret græsning på dele af det fredede areal, da netop afgræsning er en forudsætning for en række sjældne planter.
I det fredede område ligger der flere gravhøje, foruden de to jættestuer Jordhøj og Ormhøj fra stenalderen. Udgravningen af Jordhøj i 1890 var en sensation, fordi det lille gravkammer havde været hermetisk tillukket siden anlæggelsen. På gulvet lå endda tilhuggede træplanker, som måske var fra kister.
Der er en markeret vandresti rundt i området.